# Кособуди (Люблінське воєводство)
Кособуди (або Косопуди, пол. Kosobudy) — колишнє українське село в Польщі, у гміні Звежинець Замойського повіту Люблінського воєводства. Населення — 424 особи (2011).

## Розташування
Знаходиться на Закерзонні (в історичній Холмщині).

## Історія
Село вперше згадується в 1398 р., від початку було заселене русинами.
Вперше згадується церква в 1598 році. У 1848 р. замість дерев'яної церкви зведена мурована, вкрита ґонтом.
За даними етнографічної експедиції 1869—1870 років під керівництвом Павла Чубинського, у селі здебільшого проживали греко-католики, усе населення розмовляло українською мовою.
У 1880 р. в селі були фільварок, 6 панських і 55 селянських будинків, 416 жителів (345 русинів-українців і 71 римокатолик — також переважно українського походження). Місцеві жителі русини-українці під впливом римокатолицьких власників фільварку поступово латинізувались і спольщувались, чому сприяла заборона царем греко-католицької церкви в 1875 р. З 1881 р. почала діяти початкова школа.
Вирішальними моментами в латинізації жителів села стали царський указ 1905 року, депортація українців російською армією в 1915 р. та окупація Холмщини поляками в 1919 р. з відібранням в українців церкви і перетворенням її на костел, через що в 1921 р. українську національність насмілилось задекларувати тільки 137 осіб.
Під час німецької окупації 1939—1944 р. церква була повернена українцям і тут діяла парафія Української православної церкви, однак з приходом польської влади знову була нею відібрана. За німецьким переписом 1943 р. українську національність задекларували вже лише 87 осіб.
У 1975—1998 роках село належало до Замойського воєводства.

## Населення
Демографічна структура станом на 31 березня 2011 року:
|          | Загалом | Допрацездатний вік | Працездатний вік | Постпрацездатний вік |
| -------- | ------- | ------------------ | ---------------- | -------------------- |
| Чоловіки | 216     | 39                 | 150              | 27                   |
| Жінки    | 208     | 46                 | 103              | 59                   |
| Разом    | 424     | 85                 | 253              | 86                   |